# Bogsamlingsbladet
Bogsamlingsbladet blev udgivet 1906-1920 af Foreningen Danmarks Folkebogsamlinger, der arbejdede for at fremme bibliotekssagen i Danmark. Bladet blev redigeret af en af foreningens stiftere, læreren Jens Bjerre, der i første nummer skrev, at bladet ville arbejde for at ”føre Folkebogsamlingerne frem til at blive blandt de betydeligste af de Kræfter, der oplyser og udvikler vort Folk".
Bogsamlingsbladet fik stor betydning for udbredelsen af bibliotekssagen. I bladet diskuteredes, hvilken form for oplysning der på bedste vis kunne danne og dygtiggøre folket, den rette biblioteksindretning, bibliotekarernes uddannelse og samlingernes kvalitet.  Under overskriften ”Fra fremmede Lande” formidlede bladet bibliotekserfaringer fra forskellige besøg i udlandet. Artiklerne var typisk skrevet af Andreas Schack Steenberg og skulle tjene som inspiration til nyudviklinger og vise vejen mod bedre biblioteksforhold i Danmark. Artiklerne fremhævede ofte, at Danmark var bagud i forhold til den internationale biblioteksudvikling og særligt USA og England. Bladet omtalte og anmeldte også nye bøger.
I 1909-19190 ændredes redaktionen, da J. Højrup blev redaktør sammen med Andreas Schack Steenberg. Sidstnævnte var netop blevet udpeget som leder af Statens Bogsamlingskomité. Bladet ændrede ikke form. Det bragte fremover meddelelser fra Statens Bogsamlingskomité, og bragte desuden mange boganmeldelser. Boganmeldelserne skulle støtte bibliotekerne i deres indkøb, men de blev kritiseret for at være af svingende kvalitet. Bladet var også forum for den debat, som udspillede sig mellem de to fløje i Danmarks Folkebogsamlinger. I 1916 blev Statens Bogsamlingskomité angrebet i bladet af for at være for bureaukratisk og svække bibliotekssagen på grund af komiteens tætte forhold til Kultusministeriet. Som følge heraf trak Statens Bogsamlingskomité sin støtte til bladet. På samme tidspunkt blev Danmarks Folkebogsamlinger splittet. Den nye forening Dansk Biblioteksforening startede i 1918 sit eget bibliotekstidsskrift Bogens Verden.
Efter 1917 ændrede Bogsamlingsbladet karakter. Man prøvede at lægge en ny politik for boganmeldelser, men striden og splittelsen havde svækket bladets betydning som det toneangivende blad for bibliotekssagen. I lyset af  konkurrencen fra Bogens Verden udkom bladet uigenkaldeligt for sidste gang i september 1920. Bogens Verden var den reelle afløser.